# Christian Etzdorf

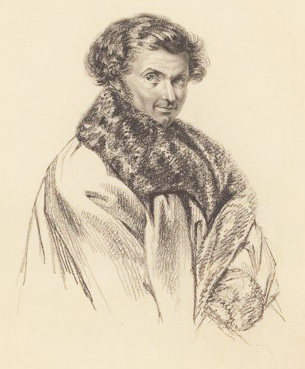
Christian Etzdorf (1830).

Johann Christian Michael Etzdorf, född 28 februari 1801 i Pößneck i Sachsen-Meiningen, död 18 december 1851 i München, var en tysk landskapsmålare.

## Biografi
Etzdorf utbildades i München och upptog det holländska landskapsmåleriet med romantiska ödemarksmotiv. Etzdorf kom 1821 till Sverige, Norge och Island för att finna motiv i det nordiska landskapet och var bland de första efter Allart van Everdingen som upptog det högnordiska, ödsliga landskapet som motiv. 
Han medverkade ett flertal gånger i Konstakademiens utställningar i Stockholm med bilder från Norge, Tyskland, Island och Sverige, och han uppträdde under många år på Konstföreningens utställningar i Stockholm med tavlor, vanligen i litet format. Han var på sin tid mycket uppmärksammad och valdes in som hedersledamot av Konstakademien 1831. Numera är hans konst nästan helt glömd. Bland hans noterbara målningar märks en stor panoramamålning i breddformat som visar Stockholmsutsikten från Mosebacke från 1823. Den visar utsikten från samma punkt som Elias Martin 30 år tidigare skildrat staden mellan Kungsholmen och Kastellholmen, där han med noggrann iakttagelse skildrat de stadstopografiska detaljerna och de genremässiga situationerna människor emellan. Man ser personer som lustvandrar och personer som sitter på terrasser med kaffekoppar och pipor samt i bakgrunden nere vid sjön olika nationers fartyg. Från kulturhistorisk synpunkt är målningen oskattbar; den visar de äldre eleganter som ännu i 1800-talets tredje årtionde bär vit peruk och stångpiska. Man kan även utläsa en del sjöhistoriska  detaljer som galiojnsfigurer på fartygen och örlogsfartygen med det äldre unionsmärket. Troligen har Ezdorf använt sig av en camera obscura för att kunna måla denna detaljrika tavla.
Han lämnade Sverige 1846. Under de sista åren levde han dels i München, dels i Storbritannien. I Nationalmuseum finns tre tavlor av Etzdorf. Akademiska Föreningen i Lund äger tre nordiska landskap av Etzdorf och med målningen Svensk stångjärnshammare vid vattenfall i regnväder vid Pinakotheket i München.